# Aloe albispina
Aloe albispina é uma espécie de liliopsida do gênero Aloe, pertencente à família Asphodelaceae.